# Ильин, Владимир Адольфович
Влади́мир Адо́льфович Ильи́н (род. 16 ноября 1947, Свердловск, СССР) — советский и российский актёр театра, кино и дубляжа; народный артист Российской Федерации (1999), лауреат Государственной премии Российской Федерации (1999).

## Биография
Родился 16 ноября 1947 года в Свердловске, в семье актёра Адольфа Алексеевича Ильина и врача-педиатра Зинаиды Борисовны Ильиной.
В 1969 году окончил актёрский факультет Свердловского театрального училища (курс Ф. Г. Григоряна).
Работал в Московском театре «Скоморох» под руководством Г. И. Юденича, в Казанском театре юного зрителя.
С 1974 по 1989 год работал в Московском академическом театре имени Владимира Маяковского под руководством А. А. Гончарова.
С 1989 года актёр работает по договорам.

## Семья
Отец — Адольф Алексеевич Ильин (9 апреля 1923 — 19 июля 1990, Москва), советский актёр, Заслуженный артист РСФСР.
Мать — Зинаида Борисовна Ильина, врач-педиатр, Заслуженный врач России.
Мачеха — Нелли Ильина-Гуцол (1939—2016), актриса, Заслуженный деятель искусств Республики Удмуртия, профессор.
Жена — Зоя Ильина (Пыльнова) (29 января 1947-12 января 2025), бывшая актриса Московского театра на Таганке, регент церковного хора. 
Детей у супругов нет.
Брат — Александр Адольфович Ильин (род. 8 мая 1952), актёр, Заслуженный артист Российской Федерации.
Племянники — актёры Илья Ильин (род. 26 февраля 1971), Алексей Ильин (род. 28 сентября 1980), Александр Ильин (род. 22 ноября 1983).

## Творчество

### Роли в театре

#### Московский академический театр имени Владимира Маяковского
- 1974 — «Банкрот, или Свои люди — сочтёмся» А. Н. Островского. Режиссёр: Андрей Гончаров — Тишка, мальчик[8]
- 1977 — «Venceremos!» по пьесе «Интервью в Буэнос-Айресе» Генриха Боровика. Режиссёр: Андрей Гончаров —
- 1984 — «Агент 00» по одноимённой пьесе Генриха Боровика. Режиссёр: Андрей Гончаров — Питер Штукинброг
- 1986 — «Волшебный сон» —
- 1988 — «Закат». Режиссёр: Андрей Гончаров —
- 1988 — «Флигель» —
- 1990 — «Уроки музыки» —
- «Гроза» А. Н. Островского — Тихон Иванович Кабанов, сын Кабанихи

#### Другие театры
- 2003 — «Вишнёвый сад» А. П. Чехова. Режиссёр: Эймунтас Някрошюс (совместный проект Международного фонда К. С. Станиславского и литовского драматического театра «Мено Фортас») — Леонид Андреевич Гаев, брат Раневской[9][10]

### Фильмография
| Год       |     | Название                                                         | Роль |
| --------- | --- | ---------------------------------------------------------------- | --- |
| 1969      | ф   | Женя, Женечка и «катюша»                                         | однополчанин Колышкина (солдат, подбегающий со словами: «Фрицы с тыла!»)                                                                |
| 1973      | ф   | Весёлый калейдоскоп                                              | Пётр Качкин, часовой мастер |
| 1974      | ф   | Время её сыновей                                                 | шахтёр |
| 1979      | тсп | Интервью в Буэнос-Айресе                                         | Педро |
| 1983      | ф   | Цена возврата                                                    | Генка «Канделябр» |
| 1986      | ф   | Мой любимый клоун                                                | Роман Самоновский («Ромашка»), клоун-напарник                                                                                           |
| 1987      | ф   | Время летать                                                     | Андрей Константинович, пассажир (в титрах — В. А. Ильин)                                                                                |
| 1988      | ф   | Чёрный коридор                                                   | Сергей Кропотов, бывший ученик, мститель                                                                                                |
| 1988      | кор | Защитник Седов                                                   | Владимир Седов, известный адвокат |
| 1988      | ф   | Гадание на бараньей лопатке                                      | фельдшер Хомич |
| 1989      | ф   | Авария — дочь мента                                              | Алексей Николаев, отец Валерии |
| 1989      | ф   | СВ. Спальный вагон                                               | Добрый Трифонович Петков |
| 1990      | ф   | Рой                                                              | дурачок Артюша, приёмный сын Заварзина                                                                                                  |
| 1990      | ф   | Похороны Сталина                                                 | человек в пивной |
| 1990      | ф   | Мой муж — инопланетянин                                          | Всеволод Аскольдович Китаец, пациент Люси, кинолог                                                                                      |
| 1990      | ф   | Шапка                                                            | Фима Рахлин, член Союза писателей, автор одиннадцати книг «о хороших людях»                                                             |
| 1990      | ф   | Сукины дети                                                      | Лев Александрович Бусыгин (он же Лёва)                                                                                                  |
| 1991      | ф   | Затерянный в Сибири                                              | Виктор Иванович Малахов |
| 1991      | ф   | Волкодав                                                         | Полозков, кассир |
| 1991      | ф   | Гениальная идея                                                  | художник |
| 1991      | ф   | Террористка                                                      | Рудольф |
| 1991      | ф   | Люк (СССР, Польша)                                               | бомж |
| 1992      | ф   | Анкор, ещё анкор!                                                | капитан Лиховол, интендант |
| 1992      | ф   | Устрицы из Лозанны                                               | Клиффорд, бухгалтер из Америки |
| 1992      | ф   | Белый король, красная королева                                   | Золин |
| 1992      | ф   | Менялы                                                           | Роланд Петрович Бабаскин, массовик-затейник                                                                                             |
| 1992      | ф   | Отражение в зеркале                                              | актёр |
| 1992      | ф   | На тебя уповаю                                                   | дедушка Вики |
| 1993      | ф   | Fatal Deception: Mrs. Lee Oswald (США)                           | Uncle |
| 1993      | ф   | Альфонс                                                          | Вова Бокин |
| 1993      | ф   | Над тёмной водой                                                 | Владимир |
| 1993      | ф   | Макаров                                                          | Василий Иванович Цветаев, старший прапорщик внутренних войск, друг Макарова                                                             |
| 1993      | ф   | Свистун                                                          | часовой мастер |
| 1993      | ф   | Вспоминая Чехова (не был завершён)                               | Николай Михайлович Ежов, литературный критик                                                                                            |
| 1993      | ф   | Стрелец неприкаянный                                             | Герман Андреевич, бывший советский журналист                                                                                            |
| 1994      | ф   | Жизнь и необычайные приключения солдата Ивана Чонкина            | Голубев, председатель колхоза |
| 1994      | кор | Besa me mucho                                                    | снимался |
| 1994      | ф   | Утомлённые солнцем                                               | Кирик, приживал в доме Котовых |
| 1995      | ф   | Мусульманин                                                      | Геннашка, пастух |
| 1995      | ф   | Ехай!                                                            | Пётр Гаврилин |
| 1995      | ф   | Прибытие поезда (новелла «Дорога»)                               | «новый русский» |
| 1995      | ф   | Одинокий игрок                                                   | Миша, приятель Мити, завсегдатай скачек                                                                                                 |
| 1995      | ф   | Крестоносец                                                      | «Пузырь», следователь |
| 1995      | ф   | Чёрная вуаль                                                     | Яков Ратисов, дядя Петра, муж Олимпиады                                                                                                 |
| 1996      | ф   | Ревизор                                                          | Иван Кузьмич Шпекин, почтмейстер |
| 1996      | с   | Королева Марго                                                   | Ла Юрьер |
| 1996      | кор | Пикник                                                           | снимался |
| 1998      | ф   | День полнолуния                                                  | Ребров, саксофонист |
| 1998      | ф   | Хочу в тюрьму                                                    | Семён Семёныч Лямкин |
| 1998      | ф   | Стрингер (Россия, Великобритания)                                | Пётр Яворский, лидер политической партии (аллюзия на Владимира Жириновского)                                                            |
| 1998      | ф   | Сочинение ко Дню Победы                                          | Звягин |
| 1999      | ф   | Сибирский цирюльник                                              | Павел Тимофеевич Мокин, капитан, старший надзиратель над юнкерами                                                                       |
| 1999      | ф   | Президент и его внучка                                           | дядя Саша («Суслик»), начальник охраны президента                                                                                       |
| 1999      | ф   | Русский бунт                                                     | Савельич, слуга Петра Гринёва |
| 1999      | ф   | Страстной бульвар                                                | Дукин |
| 1999—2004 | с   | Фитиль                                                           | разные роли |
| 2000      | кор | Такое кино                                                       | снимался |
| 2000      | ф   | Фортуна                                                          | Гарик, мафиозо |
| 2000      | ф   | Марш Турецкого                                                   | Вячеслав Иванович Грязнов, заместитель начальника МУРа (подполковник / полковник милиции), затем начальник МУРа (генерал-майор милиции) |
| 2000      | ф   | Ландыш серебристый                                               | Евгений Мисочкин, сержант милиции, отец Зои                                                                                             |
| 2000—2013 | с   | Тайны дворцовых переворотов                                      | Андрей Иванович Остерман |
| 2000      | ф   | Чёрная комната (новелла «21:00»)                                 | Николай Иванович, депутат |
| 2001      | ф   | Наследницы                                                       | Гена, заведующий складом, бывший адвокат                                                                                                |
| 2001      | с   | Марш Турецкого — 2                                               | Вячеслав Иванович Грязнов, заместитель начальника МУРа (подполковник / полковник милиции), затем начальник МУРа (генерал-майор милиции) |
| 2002      | с   | Марш Турецкого — 3                                               | Вячеслав Иванович Грязнов, заместитель начальника МУРа (подполковник / полковник милиции), затем начальник МУРа (генерал-майор милиции) |
| 2003      | с   | Идиот                                                            | Лукьян Тимофеевич Лебедев, чиновник |
| 2003      | с   | Марш Турецкого. Новое назначение                                 | Вячеслав Иванович Грязнов, заместитель начальника МУРа (подполковник / полковник милиции), затем начальник МУРа (генерал-майор милиции) |
| 2003      | ф   | Жизнь одна                                                       | Кепка |
| 2004      | ф   | Удалённый доступ                                                 | Тимофей, друг матери Жени |
| 2004      | док | Земное и небесное                                                | ведущий шестой серии «Раскол» |
| 2005      | ф   | Турецкий гамбит                                                  | Лаврентий Аркадьевич Мизинов, генерал, бывший шеф Эраста Фандорина                                                                      |
| 2005      | ф   | Горыныч и Виктория                                               | Павел Гарибальдович Рауше, криминалист по прозвищу «Горыныч»                                                                            |
| 2005      | с   | Доктор Живаго                                                    | Александр Громеко, отчим доктора Живаго                                                                                                 |
| 2005      | с   | Небесная жизнь                                                   | Антей |
| 2006      | ф   | Заяц над бездной                                                 | Иван Никитич Смирнов |
| 2007      | ф   | Ленинград                                                        | Малинин, майор госбезопасности, руководитель контрразведки в Смольном                                                                   |
| 2007      | с   | Марш Турецкого. Возвращение Турецкого                            | Вячеслав Иванович Грязнов, заместитель начальника МУРа (подполковник / полковник милиции), затем начальник МУРа (генерал-майор милиции) |
| 2007      | с   | Война и мир (Россия, Франция, Германия, Италия, Испания, Польша) | Михаил Илларионович Кутузов, русский полководец, генерал-фельдмаршал                                                                    |
| 2007      | с   | Полонез Кречинского                                              | Расплюев |
| 2007      | док | Рождество                                                        | текст от автора |
| 2008      | с   | Сыщик Путилин                                                    | Иван Дмитриевич Путилин, начальник сыскной полиции Санкт-Петербурга                                                                     |
| 2008      | ф   | Исчезнувшая империя                                              | Степан Молодцов (в наши дни) |
| 2008      | ф   | Палата № 6                                                       | Андрей Ефимович Рагин, доктор |
| 2008      | ф   | Плюс один                                                        | Пётр Николаевич |
| 2009      | с   | Анакоп                                                           | Жора |
| 2009      | ф   | Тарас Бульба                                                     | прежний кошевой атаман |
| 2009      | с   | Исаев (фильм «Пароль не нужен»)                                  | Николай Иванович Ванюшин, главный редактор газеты «Свободный Владивосток», старый друг Исаева                                           |
| 2009      | ф   | Не надо печалиться                                               | Павел Адамович Тюха |
| 2009      | ф   | Пёстрые сумерки                                                  | Суворин («Сувора»), джазовый музыкант-«лабух»                                                                                           |
| 2010      | ф   | Черчилль                                                         | Николай, брат Черышева (нет в титрах)                                                                                                   |
| 2010      | ф   | Чёрный баран                                                     | Николай Фёдорович |
| 2010      | с   | Классные мужики                                                  | Михаил Ильич Желяев («Микки»), бывший драматург                                                                                         |
| 2010      | ф   | С болваном                                                       | Имя персонажа не указано |
| 2010      | ф   | Иванов                                                           | Михаил Михайлович Боркин, дальний родственник Николая Иванова и управляющий его имением                                                 |
| 2011      | с   | Государственная защита 2                                         | Виталий Ефимович Суббота, полковник полиции, начальник отдела государственной защиты свидетелей                                         |
| 2011      | ф   | Утомлённые солнцем 2: Цитадель                                   | Кирик, муж Маруси |
| 2011      | ф   | Охотники за бриллиантами                                         | Сергей Иванович Орлов, полковник милиции, начальник Николая Шахова                                                                      |
| 2011      | ф   | Высоцкий. Спасибо, что живой                                     | «Серый пиджак», полковник КГБ из Москвы                                                                                                 |
| 2011      | ф   | Калачи                                                           | Тимофей Алексеевич Калач, дед Калач |
| 2011      | ф   | Огуречная любовь                                                 | Павел |
| 2011      | ф   | Анакоп                                                           | Жора |
| 2011      | ф   | Хранимые судьбой                                                 | доктор Олег Дмитриевич Гришин |
| 2012      | ф   | Белый тигр                                                       | полковник, начальник госпиталя |
| 2012      | ф   | Праздник взаперти                                                | Тарас Ефимыч Бунько, отец Веры |
| 2013      | ф   | Запах вереска                                                    | А. А. Кащеев, генеральный директор |
| 2013      | ф   | Тамарка                                                          | Евсей Евсеевич |
| 2014      | ф   | Поддубный                                                        | Друбич, менеджер борца Ивана Поддубного                                                                                                 |
| 2014      | с   | Государственная защита 3                                         | Виталий Ефимович Суббота, полковник полиции, начальник отдела государственной защиты свидетелей                                         |
| 2014      | ф   | Волчье солнце                                                    | Тимофей Фёдорович Шилов, начальник ОГПУ города Плутска                                                                                  |
| 2016      | ф   | Три товарища                                                     | Тимофей Федорович Шилов |
| 2016      | ф   | Жили-были мы                                                     | дед Матвей, далёкий предок папы из XVI века                                                                                             |
| 2016      | ф   | Макаровы                                                         | Михаил Андреевич |
| 2017      | ф   | Время первых                                                     | Сергей Павлович Королёв, учёный, инженер-конструктор, основоположник советской космонавтики                                             |
| 2017      | ф   | Анна Каренина. История Вронского                                 | седой генерал |
| 2017      | ф   | Мой лучший друг                                                  | Иван Сергеевич Лыков, начальник компрессорной станции                                                                                   |
| 2017      | ф   | Жги!                                                             | Михаил Иванович Храбрый («Иваныч»), подполковник полиции, начальник женской исправительной колонии                                      |
| 2018      | ф   | Пилигрим                                                         | отец Кости |
| 2018      | ф   | Тренер                                                           | Адольф Борисович Бергер, тренер детской команды футбольного клуба «Метеор»                                                              |
| 2018      | ф   | Семь ужинов                                                      | дядя Лёша, пациент психбольницы |
| 2018      | ф   | Операция «Сатана»                                                | Сергей Петрович Медников, ведущий конструктор КБ «Север» (прототип — Адольф Толкачёв)                                                   |
| 2019      | ф   | Медный всадник России                                            | барон Билиштейн |
| 2019      | ф   | Воскресенье                                                      | Кочергин |
| 2019      | ф   | Чернобыль. Зона отчуждения                                       | Виктор Рябов |
| 2020      | с   | Под прикрытием                                                   | Андрей Ефимович Дорохов |
| 2021      | ф   | Пальма                                                           | Тихонов, техник аэропорта |
| 2021      | ф   | Солнцепёк                                                        | Давид Гуревич |
| 2021      | с   | Агентство «Справедливость»                                       | Александр Косарев |
| 2021      | с   | Пробуждение                                                      | Сан Саныч |
| 2022      | ф   | Сирийская соната                                                 | Станислав Иванович Белякович, музыкант оркестра                                                                                         |
| 2024      | ф   | Пальма 2                                                         | Сергей Павлович Тихонов, техник |

## Признание и награды
- Премия кинофестиваля «Кинотавр» за лучшую мужскую роль (1991, за фильм «Сукины дети»)
- Приз кинофестиваля «Созвездие» за лучшее исполнение роли второго плана (1993, за фильм «Затерянный в Сибири»).
- Премия «Ника» за лучшую мужскую роль второго плана (1993, за фильм «Макаров»)
- Приз фестиваля «Киношок» за лучшую мужскую роль (1993, за фильм «Макаров»)
- Почётное звание «Народный артист Российской Федерации» (8 января 1999 года) — за большие заслуги в области искусства[1]
- Премия «Золотой овен» за лучшую мужскую роль второго плана (1999, за фильм «Сибирский цирюльник»)
- Премия «Ника», премия «Кинотавр» за лучшую мужскую роль (1999, за фильм «Хочу в тюрьму»)
- Государственная премия Российской Федерации (1999, за фильм «Сибирский цирюльник»).
- Приз XXXI Московского международного кинофестиваля за лучшее исполнение мужской роли (2009, «Палата № 6»)
- Премия «Ника» (2010, за лучшее исполнение мужской роли («Палата № 6»)
- Приз III Кинофестиваля БРИКС (2017, фильм «Время первых») за лучшую роль второго плана[11]
- Приз кинофестиваля «Вече» (2017, приз «Лучшая мужская роль», за роль в фильме «Время первых»)[12]
- Премия «Ника» (2018, за лучшее исполнение мужской роли второго плана(«Время первых»)
- Орден «За заслуги в культуре и искусстве» (12 апреля 2023 года) — за вклад в развитие отечественной культуры и искусства, многолетнюю плодотворную деятельность[13]

## Документалистика
Документальный фильм из цикла «Острова», 2003.